# Медоу (Тексас)
Медоу (енгл. Meadow) град је у америчкој савезној држави Тексас. По попису становништва из 2010. у њему је живело 593 становника.

## Демографија
Према попису становништва из 2010. у граду је живело 593 становника, што је 65 (9,9%) становника мање него 2000. године.
| Група             | 2000.       | 2010.       |
| Белци             | 262 (39,8%) | 237 (40,0%) |
| Афроамериканци    | 1 (0,2%)    | 0 (0,0%)    |
| Азијати           | 0 (0,0%)    | 0 (0,0%)    |
| Хиспаноамериканци | 381 (57,9%) | 353 (59,5%) |
| Укупно            | 658         | 593         |